# 왕당파
왕당파(王黨派, 영어: royalist)는 군주제의 유지나, 군주에 의한 통치(친정)를 주장하는 정치 당파이다. 근왕파라고도 한다. 반대어는 공화파(republican)이다.
시민 혁명에 대해서는 공화파와 대립하고 절대 왕정과 귀족제의 정비를 주장한다. 입헌군주제를 목표로 하는 입헌군주파도 광의의 왕당파에 포함될 수 있다. 국왕이 왕권을 강화하는 필수 세력이며 왕정을 유지하고 정당화하는 이유가 되기도 한다. 그러나 반드시 귀족만이 왕당파는 아니라, 부르주아 등 시민과 농민 지지에 의한 왕당파가 존재할 수도 있다. 지금도 프랑스, 이탈리아, 독일, 오스트리아 등에선 왕정복고를 지향하는 왕당파가 소수나마 활동하고 있다.

## 개요

### 프랑스 혁명기의 왕당파
프랑스 혁명기에 대해서는 프로방스 백작(루이 18세)와 아르투아 백작(샤를 10세) 등 왕족 또는 절대 왕정 시대의 구체제 귀족, 성직자를 가리키는 말이었다. 그들은 프랑스 왕국 등의 왕정 국가를 유지하는 세력이었다.
가깝지만 알고보면 다른 생각을 가진 집단으로서, 왕정은 인정하지만 의회의 통제 아래에 두려는 입헌군주제주의자(소위 푀양파)도 있었다. 그러나 지롱드파와 자코뱅파 등의 공화파가 절대적인 권력을 쥔 혁명기에는 양자 모두의 공격 대상이 되었고 거의 구별되지 않고 왕당파라는 테두리에 열중했다. 
특히 혁명기의 파리에서 왕당파는 타도, 테러의 대상이 되는 일도 드물지 않았다. 반면 계몽주의가 퍼지지 않은 지방의 농민들 사이에선 급진적인 국왕 무용론이 대세로 대두되진 않았다. 방데 반란처럼 징병제 반대 및 종교의 자유를 찾아 농민 반란에 지방 귀족이 합류하여 왕당파와 반란의 성격을 비춰지는 경우도 있지만, 프랑스 전체를 놓고 보면 신분제가 유지되던 당시 보수적인 근대 사회에서 왕당파가 절대적 약세까진 아니었다고 할 수 있는 것. 
하지만 19세기 후반 제3공화국 체제가 들어서면서부턴 왕당파의 정치적 세가 급격히 위축되며 공화파가 정국을 주도하게 되고, 프랑스는 이후 다시는 왕정으로 복고되지 못한다.

## 같이 보기
- 로열리스트
- 왕당파 시인
- 왕정복고